# Marek Witkowski
Marek Krzysztof Witkowski (Czechowice-Dziedzice, 21 de mayo de 1974) es un deportista polaco que compitió en piragüismo en la modalidad de aguas tranquilas.
Participó en los Juegos Olímpicos de Sídney 2000, obteniendo una medalla de bronce en la prueba de K4 1000 m. Ganó tres medallas en el Campeonato Mundial de Piragüismo entre los años 1994 y 1995, y tres medallas en el Campeonato Europeo de Piragüismo entre los años 1997 y 1999.

## Palmarés internacional
| Juegos Olímpicos   | Juegos Olímpicos          | Juegos Olímpicos  | Juegos Olímpicos |
| Año                | Lugar                     | Medalla           | Competición      |
| ------------------ | ------------------------- | ----------------- | ---------------- |
| 2000               | Sídney (Australia)        | Medalla de bronce | K4 1000 m        |
| Campeonato Mundial |                           |                   |                  |
| Año                | Lugar                     | Medalla           | Competición      |
| 1994               | Ciudad de México (México) | Medalla de plata  | K4 1000 m        |
| 1995               | Duisburgo (Alemania)      | Medalla de bronce | K4 500 m         |
| 1995               | Duisburgo (Alemania)      | Medalla de bronce | K4 1000 m        |
| Campeonato Europeo |                           |                   |                  |
| Año                | Lugar                     | Medalla           | Competición      |
| 1997               | Plovdiv (Bulgaria)        | Medalla de bronce | K4 200 m         |
| 1997               | Plovdiv (Bulgaria)        | Medalla de bronce | K4 1000 m        |
| 1999               | Zagreb (Croacia)          | Medalla de oro    | K4 1000 m        |